# ジョン・F・ドノヴァンの死と生
『ジョン・F・ドノヴァンの死と生』（ジョンエフドノヴァンのしとせい、The Death & Life of John F. Donovan）は2018年のイギリス・カナダのドラマ映画。監督はグザヴィエ・ドラン、出演はキット・ハリントンとジェイコブ・トレンブレイなど。ドラン監督が8歳の頃に映画『タイタニック』に出演していたレオナルド・ディカプリオにファンレターを書いたという思い出をヒントにした作品で、ドラン監督にとって初の英語作品となった。
2018年9月に開催された第43回トロント国際映画祭で初上映された。

## ストーリー
アメリカの人気俳優、ジョン・F・ドノヴァンが亡くなってから10年の時が経過した。そんなある日、若手俳優のルパート・ターナーはドノヴァンと交流していたときの記憶を不意に思い出すのだった。11歳の頃、ターナーはドノヴァンと手紙のやり取りを重ねていたのである。
本作はターナーの回想を通して、ドノヴァンの死の真相を描き出していく。

## キャスト
- ルパート・ターナー: ジェイコブ・トレンブレイ - 11歳の少年。アメリカ出身でイギリス在住の無名の子役。
  - 成人期: ベン・シュネッツァー - 若手俳優。
- ジョン・F・ドノヴァン: キット・ハリントン - 29歳の若さで亡くなった人気俳優。
- サム・ターナー: ナタリー・ポートマン - ルパートの母でシングルマザー。元女優。
- グレース・ドノヴァン: スーザン・サランドン - ジョンの母親。
- ジェームズ・ドノヴァン: ジャレッド・キーソー（英語版） - ジョンの兄で良き理解者。
- バーバラ・ハガーメイカー: キャシー・ベイツ - ジョンのマネージャ。
- オードリー・ニューハウス: タンディ・ニュートン - ルパートに独占インタビューする女性ジャーナリスト。
- ウィル・ジェフォード・Jr: クリス・ジルカ - ジョンの秘密の恋人。無名の俳優。
- クレイシ先生: アマラ・カラン - ルパートの担任の英語教師。
- エイミー・ボスワース: エミリー・ハンプシャー（英語版） - ジョンの幼なじみでパートナー。
- ダイナーのスタッフ: マイケル・ガンボン - ジョンに助言する老人。孫がジョンの大ファン。
- コナー・ジェフォード: ダコタ・テイラー
- リズ・ジョーンズ: サラ・ガドン - ジョンの共演女優で友人。
- ビッグ・ビリー: アリ・ミレン
- ボニー: レニー・パーカー

なお、ジェシカ・チャステインとベラ・ソーンの出演シーンは劇場公開版から全カットされている。

## 製作
2014年12月4日、キット・ハリントンとジェシカ・チャステインがグザヴィエ・ドラン監督の新作映画に出演することになったと報じられた。9日、スーザン・サランドンとキャシー・ベイツの出演が決まった。
2015年11月11日、アデルにカメオ出演のオファーが出ているとの報道があった。18日、マイケル・ガンボン、ベラ・ソーン、クリス・ジルカ、エミリー・ハンプシャー、ジャレッド・キーソーが本作に出演すると報じられた。2016年2月9日、ナタリー・ポートマン、タンディ・ニュートン、ニコラス・ホルトの出演が決まった。7月29日、ホルトの降板を受けて、ベン・シュネッツァーが代役として起用されたとの報道があった。2017年2月にはジェイコブ・トレンブレイ、6月にはアマラ・カランがキャスト入りした。

## 撮影・音楽
2016年7月9日、本作の主要撮影がカナダのモントリオールで始まった。10月6日、ガブリエル・ヤレドが本作で使用される楽曲を手掛けるとの報道があった。

## 公開・マーケティング
本作は2018年5月に開催された第71回カンヌ国際映画祭でプレミア上映される予定だったが、ドラン監督が本作の出来映えに満足できず、再編集を望んだため取りやめとなった。9月10日、本作は第43回トロント国際映画祭でプレミア上映された。

## 評価
本作のプレミア上映後に出てきたレビューは酷評一色で、「ドラン監督のキャリアワースト作品」「ドラン監督は自分にとって重要な題材を再度取り上げたが、自分以外の人間がそれらを楽しみ、理解することができるかという問題にほとんど注意を払わなかった」などの辛辣な言葉が並んだ。映画批評集積サイトのRotten Tomatoesには21件のレビューがあり、批評家支持率は19%、平均点は10点満点で3.3点となっている。また、Metacriticには8件のレビューがあり、加重平均値は28/100となっている。